# Religions iraniennes
Les religions iraniennes sont des religions originaires du Grand Iran.

## Antiquité
- Religion proto-indo-iranienne
- Zoroastrisme
- Zervanisme
- Mandéisme
- Culte de Mithra
- Manichéisme (religion)

## Période médiévale
- Islam
- Soufisme
- Yârsânisme

## Moderne
- Babisme
- Bahaïsme
- Assianisme